# テレビでスペイン語
テレビでスペイン語（てれびですぺいんご）は、NHK教育テレビジョンが2008年4月3日から2016年9月28日まで放送されたスペイン語の語学講座番組である。

## 概要
前身は1967年度に始まった『スペイン語会話』である。2008年度からの各語学講座番組の刷新により、ドイツ語・フランス語・イタリア語・中国語・ハングル講座とともに、タイトルが改められた。

## 放送時間
教育テレビ
- 本放送：水曜日 0:25 - 0:50
- 再放送：翌週金曜日 6:00 - 6:25

## 内容

### 2015年度上期・2016年度上期
今期が最後の放送である。2014年度と同じく、ぐらしお荘が舞台で、成田と田中以外は新しい住人として登場する。
出演
- 講師：成田瑞穂（神戸市外国語大学准教授）
- ナビゲーター：田中幸太朗

その他の出演者
- ヘルマン・ヒメネス・パスクアル
- ガブリエラ・ゴンサレス
- マクソンス・レカム
- タオ・ロメラ・マルティネス
- オルネラ・ソル・オルメショ
- IVAN（4月第3週から登場。海外ドラマ情熱のシーラの紹介コーナーを担当。）
- 冒頭およびエンディングのナレーション：加賀美幸子

### 2014年度上期・2015年下期
スペイン語を話す人が集まって生活しているシェアハウス『ぐらしお荘』で、大家と住民たちスキットを交えながら展開される。
出演
- 講師・ぐらしお荘大家：成田瑞穂（神戸市外国語大学准教授）
- ナビゲーター：田中幸太朗

その他の出演者
- エレナ・ポンセ・マリンバルド
- リカルド・キンテーロ・レストレポ
- アンドレ・マリ・コッポラ
- 冒頭およびエンディングのナレーション：加賀美幸子

### 2013年度上期・2014年下期
出演
- 講師：福嶌教隆（神戸市外国語大学教授）
- ナビゲーター：平岳大

その他の出演者
- ダニエル・キンテロ・ガルシア（国際基督教大学講師）
- リナ・マルセラ・ガジェゴ・パエス（南米コロンビア出身）

### 2012年度上期・2013年下期
出演
- 講師：福嶌教隆
- ナビゲーター：森口瑤子

その他の出演者
- ジナ・トスト
- マルコス・アントニオ・ゲレロ・ロメラ
- クリスティナ・センザノ・ロサ（城西国際大学講師）

コーナー編成
- EURO24
- スペイン語ことわざ
- cafe barcelona

### 2011年度上期・2012年下期
出演
- 講師：角田哲康（日本大学国際関係学部教授）
- ナビゲーター：今井翼（歌手・俳優）

その他の出演者
- エレナ・ポンセ・マリンバルド（スペイン東部アルバセテ出身）
- ドナト・コルソ・トレス（中米グアテマラ出身）
- エドゥアルド・モレノ・プリエ（ケラティーノの声）

コーナー編成
- EURO24
- エレナのテスト
- ケラティーノ（カエル）の単語コーナー
- El mundo es Espana（4週に1回は4ヶ国文化比較）
最後に角田が今井に向けてスペイン語での女性への口説きセリフ紹介をする。

### 2010年度上期・2011年下期
出演
- 講師：貫井一美（スペイン美術専攻）
- ナビゲーター：片瀬那奈[注釈 1]

その他の出演者
- マリア・ゴメス・ベドヤ
- フリオ・ビジョリア・アパリシオ
- マルタ・マルティン・モリーナ

コーナー編成
- EURO24
- 練習問題
- 美術で紐解くスペイン
絵の中の世界が舞台。片瀬演じるスペイン美術に嵌っている姫がマリア、フリオ演じる侍従に面白い絵を紹介するように命令する。その後VTR説明があり、貫井演じる専門家からの解説を受けた後、姫がフリオに無茶な命令を出すことで終わる[注釈 2]。回によっては誉めて終わる時もある。
- マドリード情報

### 2009年度下期
2007年4月から9月の「スペイン語会話」の再放送である。
出演
- 講師 : 粕谷てる子、ミゲル・アンヘル
- 生徒 : 関根麻里

その他の出演者
- ベゴーニャ・ビジャマリン
- ドロンズ石本
- ウリエル・ロドリゲス
- ジン・タイラ

コーナー構成
- 「Sabor de España」
スキットが料理コーナーになっている。スペインの料理をアルファベット順に紹介しながら学習していく形式である。学習した後に関根は"La sala de Begoña"（ベゴーニャの部屋）でテストを受ける。このコーナーではベゴーニャは悪魔のコスプレをしており、関根が正解を言ったのにあたかも不正解であるかのようなリアクションをしたりといった意地悪な演技をする。

### 2009年度上期・2010年度下期
出演
- 講師：粕谷てる子
- ナビゲーター：伊礼彼方

その他の出演者
- マリア・ゴメス・ベドヤ
- エドゥアルド・モレノ・プリエ
- カルロス・エステバン
- ベゴーニャ・ビジャマリン
- ナレーション：梅津秀行

コーナー構成
「魅惑のスペインを旅しよう!」
- Las calles de Toledo
カルロスがトレドの街を巡る。
- らく旅フレーズ
「Las calles de Toledo」から旅行に使える便利な表現を紹介する。
- 真夜中のスペイン語劇場
伊礼、マリア、エドゥアルドが「らく旅フレーズ」を使ったコントをする。
- もっとアンダルシア!
ベゴーニャがアンダルシア地方を巡りながら、旅行に使える便利な中級表現「スーパーらく旅フレーズ」も紹介する。

### 2008年度
出演者
- 講師：福嶌教隆、アンヘラ・フォレロ・ドゥラン
- 生徒
○はトップ賞。9月11日放送分で最後を待たず岩本が総合優勝した[注釈 3]。
  - 木村泰子 ○○○○○
  - 峰えりか ○○○○○
  - KＴa☆ ○○
  - 岩本輝雄 ○○○○○○○
  - ドロンズ石本 ○○○○○
- その他の出演者
  - ベゴーニャ・ビジャマリン（確認テスト、後半の文化コーナーを担当）
  - ガブリエル・ベギリスタイン・アランサスティ（確認テストのコーナーを担当）
- ナレーション：梅津秀行

コーナー構成
- 「サバイバルスペイン語2」
前身の『スペイン語会話』時代、2006年度に行った企画の第2弾である。今回は経費削減もあり、初期段階の生徒を半分の5人に絞った。毎回レッスンの後にテストを受け、半年間の通算成績がトップの人にスペイン語圏での海外研修がプレゼントされる。VTRは今回も2006年と同様にアメリカが舞台なのでそのまま使われるが、違った視点で送られる。
- 三ツ星フレーズ
- Espanol in USA
- Examen
- Espacio Cultural

下期は上期の再放送である。Espacio Culturalは新作を放送する。